# Republika Srpska
 Der er for få eller ingen kildehenvisninger i denne artikel, hvilket er et problem. Du kan hjælpe ved at angive troværdige kilder til de påstande, som fremføres i artiklen.

Republika Srpska (RS) (serbisk: Република Српска) er en af de to autonome entiteter i Bosnien-Hercegovina. Den blev oprettet den 9. januar 1992 under Jugoslaviens opløsning og blev formelt anerkendt som en del af Bosnien-Hercegovina gennem Dayton-fredsaftalen i december 1995. Denne aftale markerede afslutningen på borgerkrigen i landet. 
Oprettelsen af Republika Srpska var en direkte konsekvens af de stigende etniske og politiske spændinger i begyndelsen af 1990’erne. Bosnisk-serbiske ledere frygtede marginalisering i en uafhængig bosnisk stat og proklamerede derfor en selvstændig entitet. Med borgerkrigens udbrud i 1992 blev alle stridende parter anklaget for krigsforbrydelser, herunder etnisk udrensning, som ifølge internationale observatører fundamentalt ændrede den demografiske sammensætning i flere dele af landet. Dayton-fredsaftalen afsluttede konflikten og fastlagde en ny statsstruktur, hvor Bosnien-Hercegovina blev opdelt i to autonome enheder: Republika Srpska og Føderationen Bosnien-Hercegovina.
Republika Srpska er beliggende i den nordlige og østlige del af Bosnien-Hercegovina og grænser op til Kroatien, Serbien og Montenegro. Regionen dækker omkring 49 % af landets samlede areal. Brčko-distriktet, en neutral zone under statslig administration, adskiller regionens nordlige og østlige dele og fungerer som en forbindelseszone mellem Republika Srpska og Føderationen Bosnien-Hercegovina.
Ifølge folketællingen fra 2013 havde Republika Srpska en befolkning på cirka 1,2 millioner indbyggere. Af disse identificerede 81,5 % sig som serbere, mens 13,9 % var bosniakker og 2,4 % kroater. De betydelige demografiske forandringer i regionen, særligt i 1990’erne, var primært en følge af krigen, der resulterede i omfattende tvangsforflyttelser og store flygtningestrømme.
Republika Srpska har en høj grad af autonomi inden for Bosnien-Hercegovina og råder over egne politiske institutioner, herunder en præsident, en regering og et parlament. Den administrative hovedstad er Banja Luka, selvom Sarajevo formelt forbliver hovedstad for hele landet. Republika Srpska deltager i Bosnien-Hercegovinas tredelte præsidentskab, hvor de tre konstituerende folkegrupper – bosniakker, kroater og serbere – er repræsenteret. I 2022 bestod præsidentskabet af Željka Cvijanović (serbisk repræsentant), Denis Bećirović (bosniakkisk repræsentant) og Željko Komšić (kroatisk repræsentant).
Ved valget i 2022 blev Milorad Dodik valgt som præsident for Republika Srpska, mens Radovan Višković blev udnævnt til premierminister. Regionens ledelse har gentagne gange været i konflikt med Bosnien-Hercegovinas centralregering, særligt i spørgsmål om forfatningsændringer og magtfordeling. Republika Srpska har ofte opponeret imod en øget integration med resten af Bosnien-Hercegovina. 
Økonomien i Republika Srpska er baseret på en kombination af industri, landbrug og servicesektoren. Centrale erhvervsområder omfatter energiproduktion, metalforarbejdning og fremstillingsindustri, mens servicesektoren – særligt handel og turisme – oplever vækst. Krigen i 1990’erne havde alvorlige økonomiske konsekvenser for regionen, men international bistand og udenlandske investeringer har bidraget til en gradvis økonomisk genopretning. 
Dayton-fredsaftalen fastlagde en kompleks magtdelingsstruktur mellem Republika Srpska og Føderationen Bosnien-Hercegovina. Begge entiteter har en betydelig grad af selvstyre inden for områder som sundhed, uddannelse og økonomi, mens nationale anliggender som udenrigspolitik og forsvar forbliver under Bosnien-Hercegovinas centralregerings kontrol. Samarbejdet mellem de to enheder har ofte været præget af politiske spændinger, særligt i forbindelse med forfatningsreformer og større nationale beslutninger. På trods af disse udfordringer har Daytonaftalen sikret en vis stabilitet i landet siden krigens afslutning, selvom politiske blokeringer fortsat hæmmer yderligere udvikling.